# Paternalisme
El paternalisme és una modalitat de l'autoritarisme a la qual una persona exerceix poder sobre una altra, prenent decisions en nom seu i ignorant els seus desitjos i circumstàncies, justificant-ho amb sentimentalismes i la idea que ho fa pel seu propi bé. Es diu així perquè és l'actitud pròpia dels pares de nens menors d'edat.
Hi ha diferents tipus de paternalismes, com per exemple el polític, el social, el mèdic, l'empresarial o el religiós. El polític correspon a un rei o governador bondadós que actua considerant que ho fa pel bé del seu poble però sense tenir-lo en compte per res. El mèdic correspon a la figura del sacerdot-expert únic coneixedor del bé i aplicador d'aquest a l'objecte-pacient, sense tenir-lo en compte per res. L'empresarial correspon al patró bondadós que justifica les seves accions dient que són pel bé dels seus empleats, però sense tenir-los en compte. El paternalisme patriarcal confon el feminisme amb el paternalisme envers les dones. El patriarcat paternalista, també anomenat "patronatge", és el que típicament exercien els amos de les cases-fàbrica i les fàbriques del segle xix.

## Etimologia
La paraula "paternalisme" va aparéixer per primera vegada en llengua anglesa cap a l'any 1880, per designar la forma de protecció social que acordava l'Estat.

## Paternalisme polític
En dret constitucional, un estat paternalista és aquell que limita la llibertat individual dels seus ciutadans basant-se en uns valors, estatals, que fonamenten les seves imposicions. El paternalisme justifica l'autonomia individual basant-se en una suposada incapacitat per part dels ciutadans per a prendre determinades decisions. Un exemple pot ser el fet d'augmentar els impostos del tabac i de l'alcohol si es justifica dient que són nocius per la salut i que així els ciutadans en faran un millor ús. O el fet que, després que en un referèndum els ciutadans hagin votat una opció política, com l'entrada o no a l'OTAN o l'aprovació o no d'un estatut d'autonomia, el govern faci el contrari, i ho justifiqui explicant que ho fa pel bé dels ciutadans, que no són tan bons com ell com per saber analitzar i conèixer el que representa i les seves conseqüències.
A l'Estat espanyol, l'article número 1.903 del codi civil actual exonera de la responsabilitat civil les persones que hagin actuat amb "la diligència d'un bon pare de família", un concepte indeterminat èxit del dret romà que cada tribunal pot interpretar d'una manera diferent a cada cas concret.

## Paternalisme social
Es coneix com a paternalisme social el sistema d'assistència als pobres generat a l'època moderna, sobretot a partir del segle xvi, per tal de superar la caritat individual pròpia de l'edat mitjana. Els estudiosos han vinculat la institucionalització del paternalisme social, amb fets com la creació dels hospitals generals o cases de la misericòrdia, als efectes de les grans epidèmies que assolaren Europa i a l'aparició del pensament renaixentista.

## Paternalisme mèdic
El paternalisme mèdic ja existia a l'època de l'antiga Grècia, va ser assumit pel cristianisme i ha estat vigent fins fa ben poc. El paternalisme mèdic implica una relació entre metge actiu i pacient passiu estrictament vertical, fonamentada en la idea que el malalt té alguna mena d'incapacitat moral, de manca d'autonomia, d'enteniment i de prendre decisions, cosa que l'infantilitza. No té en compte que el codi moral del malalt i del metge poden no coincidir, i en cas que això passi, l'actitud paternalista no respecta el malalt sinó que imposa sistemàticament la mateixa moral del metge, suposadament pel bé de l'altre. Suposa el pacient com un objecte passiu i que no té dret a estar informat, ja que de tota manera no entén o no coneix, ni a fer entenedora, objectiva i completa la informació respecte al seu estat, la seva malaltia i el seu tractament.
Es considera que Hipòcrates de Cos va ser el fundador del paternalisme mèdic, que s'ha anat actualitzant al llarg dels segles fins a les dècades del 1980 i 1980, quan va començar l'anomenada era posthipocràtica, a la qual es valora l'autonomia i capacitat de decisió de la persona malalta gràcies a la lluita per l'extensió dels drets humans dels ciutadans. Això va donar lloc a un nou model, anomenat democràtic basat en normes i lleis. Actualment no es considera legítim un tractament a un usuari de serveis sanitaris que no estigui informat de manera adient perquè aquest pugui prendre qualsevol decisió autònoma respecte a aquest.

## Paternalisme empresarial
El patronisme obrer és una forma de paternalisme social. Aquesta forma de paternalisme va desenvolupar-se amb molta força amb la revolució industrial, al principi era pròpia de les indústries però amb l'evolució de les empreses i formes de negoci es va estendre als altres tipus d'aquests. A Catalunya va començar al llarg del segle xix, sobretot a algunes grans fàbriques i va estendre's ràpidament i àmplia a la dècada de 1880, amb l'extensió de les fàbriques tèxtils a les conques dels rius i la difusió de les colònies industrials.
Les vagues produïdes a les encara recents colònies tèxtils de l'alt Llobregat i del Ter a la dècada del 1880, seguides de nombrosos acomiadaments en massa de vaguistes i afiliats a sindicats, va portar a un canvi d'estratègia empresarial a la dècada següent. El paternalisme, defensat per Prat de la Riba a Ley jurídica de la industria (1898), fou la solució a la conflictivitat social obrera que tants maldecaps havia portat a l'empresari. A les colònies industrials aquest paternalisme es fonamentava en el dret de propietat i en el domini sobre les coses de la propietat, i es convertia en un feudalisme industrial. A canvi de la limitació dels drets de les persones, el tancament dins les muralles, el control social del capellà i l'amo, la prohibició de la llibertat de premsa, l'obrer obtenia com a compensació la seguretat en la feina, habitatge i condicions més salubres que en les indústries del pla, un cert nivell d'educació per als infants, i activitats d'oci o distraccions "saludables", com el cor parroquial, teatre amateur, o associacions de caràcter catòlic.
El fabricant actuava com a gran pare o patriarca de tots els obrers, concedint gràcies i privilegis aïllats en determinades ocasions i només a certs treballadors, amb el fi de fixar-los i de disciplinar-los. Aquests privilegis eren mínims i cal recordar que es feia en una època on encara no existien els drets dels treballadors, el descans dominical, etc. El paternalisme incloïa obediència, fidelitat, lleialtat, respecte a les tradicions, costums i figura del fabricant absolutes a canvi de la seva bondat i benestar. Aquest paternalisme actualment no només no ha mort sinó que continua ben viu a les petites empreses. Més que això, ha augmentat a partir dels anys 1980.